# Agrolândia
Agrolândia é um município brasileiro do estado de Santa Catarina. Localiza-se na microrregião de Rio do Sul, tendo como principal atividade econômica a agropecuária. Foi colonizada pelos alemães, que são a principal etnia. O principal acesso ao município é pela rodovia SC-426, a partir da BR-470. Existem acessos secundários por Otacílio Costa, descendo a serra em estrada cascalhada. Também existem acessos secundários a partir do município de Braço do Trombudo e por Ituporanga via Atalanta.

## Etimologia
O topônimo Agrolândia foi recebido pelo município porque sua economia é baseada na agricultura, atividade econômica na qual os habitantes do território municipal são dedicados a essa fonte de renda.

## História

### Origens e povoamento
Em 1880, na época em que, de modo inexpressivo, os alemães passaram a colonizar a região de Rio do Sul, começaram também, a povoar o território municipal de Agrolândia. É possível mencionar como os primeiros imigrantes a morar na região, os pioneiros Leopoldo e Oswaldo Zwicker, Atwig Will e a família Prochnow. Inicialmente, Agrolândia foi chamada de Trombudo Alto, porque suas terras são cruzadas pelo rio Trombudo.
O livro "Agrolândia de Trombudo Alto aos nossos tempos" cita como pioneiros de Agrolândia Eduard e Johann Will, Otto Zwicker, Wilhelm Kanitz e Otto, Leopold e Bruno Prochnow. E oito anos antes deles chegarem a Agrolândia já haviam chegado a Serra dos Alves José Alves da Silveira, Domingos Alves e Ricardo Alves, em 1908.

### Formação administrativa e história recente
Foi elevado à categoria de Distrito em 1957. Certos anos após a sua elevação à distrito, no dia 12 de junho de 1962, Agrolândia elevou-se à categoria de município, por meio da Lei Estadual nº 831, com território que desmembrou-se de Trombudo Central. O novo município foi instalado no dia 25 de julho do mesmo ano. O primeiro prefeito que venceu as primeiras eleições municipais foi o senhor Adolfo Hedel.
A denominação Agrolândia é o topônimo tradutor da atividade econômica que predominava no município, cujos habitantes são dedicados, acima de tudo, à lavoura. Sua área é de 206,815 km² e é um município pertencente à região do Vale do itajaí. Atualmente sua economia está baseada na indústria metalmecânica e têxtil.

## O município
Agrolândia localiza-se na região do Alto vale do Itajaí. Tendo como acesso principal, a BR 470, seguida da SC 426. Dividida geograficamente em Centro, Bairro São João, Bairro São João, Bairro Três Barras, Bairro Siegel, Bairro Ipiranga e comunidades rurais de Serra dos Alves, Carrapatos, Serra Velha, Ribeirão Garganta, Rio Novo, Ribeirão das Pedras, Rio Bonito, São João, Ribeirão Xaxim, Ribeirão do Tigre, Valada do Tigre, Barra do Tigre e Pitangueira.